# 화성 과학 실험실

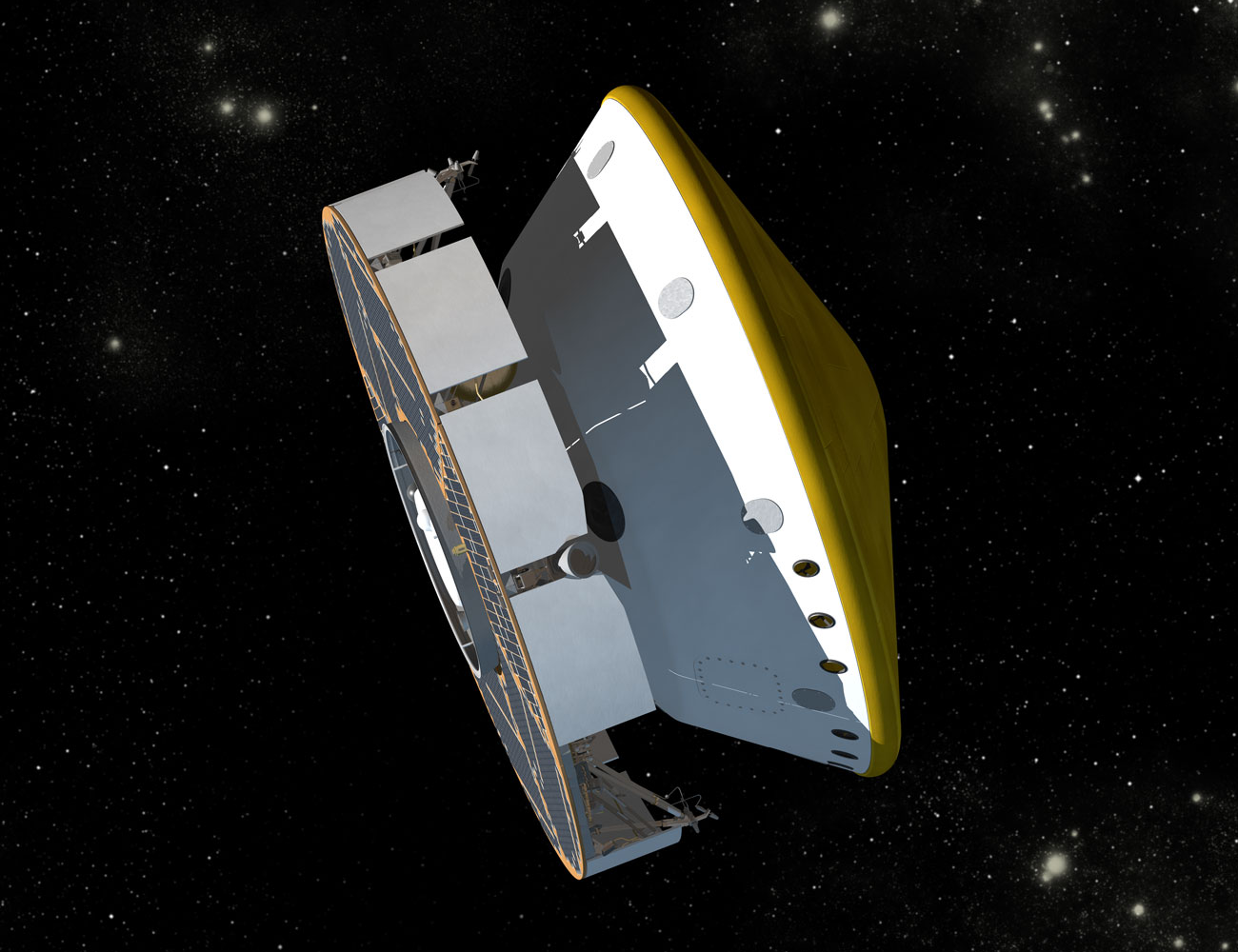
MSL 크루즈 구성

화성 과학 실험실(Mars Science Laboratory, MSL)은 2011년 11월 26일 NASA가 발사한 화성 로봇 우주 탐사선으로, 2012년 8월 6일 화성 탐사차 큐리오시티 (탐사차)(Curiosity)를 게일 크레이터(Gale Crater)에 성공적으로 착륙시켰다. 전반적인 목표에는 화성의 거주 가능성 조사, 기후와 지질학을 연구하고 화성 탐사를 위한 데이터를 수집한다. 로버에는 국제 팀이 설계한 다양한 과학 장비가 탑재되어 있다.

## 같이 보기
- 우주생물학
- 엑소마스
- 화성 탐사
- 인사이트 (우주선)
- 마스 2020
- MAVEN